# Аргентина на Светском првенству у атлетици у дворани 2022.
Аргентина је учествовала на 18. Светском првенству у атлетици у дворани 2022. одржаном у Београду од 18. до 20. марта четрнаести пут. Репрезентацију Аргентине представљао је један атлетичар, који се такмичио у трци на 1.500 метара.,
На овом првенству такмичар Аргентине није освојио ниједну медаљу нити је остварио неки резултат.

## Учесници
Мушкарци:
- Федерико Бруно — 1.500 м

## Резултати

### Мушкарци
| Атлетичар      | Дисциплина | Лични рекорд | Квалификација | Квалификација | Финале               | Финале  | Детаљи |
| Атлетичар      | Дисциплина | Лични рекорд | Резултат      | Место         | Резултат             | Место   | Детаљи |
| -------------- | ---------- | ------------ | ------------- | ------------- | -------------------- | ------- | ------ |
| Федерико Бруно | 1.500 м    | 3:36,18      | 3:39,34       | 5. у гр. 3    | Није се квалификовао | 11 / 30 |        |